# Hof (Rajna-vidék-Pfalz)
Hof település Németországban, Rajna-vidék-Pfalz tartományban. Lakosainak száma 1195 fő (2023. december 31.).

## Népesség
A település népességének változása:
| Lakosok száma | 1074 | 1256 | 1253 | 1200 | 1183 | 1195 |
|               | 1975 | 2017 | 2019 | 2021 | 2022 | 2023 |